# 1395年
| 千纪： | 2千纪 |
| 世纪： | 13世纪 \| 14世纪 \| 15世纪                                                                                 |
| 年代： | 1360年代 \| 1370年代 \| 1380年代 \| 1390年代 \| 1400年代 \| 1410年代 \| 1420年代                           |
| 年份： | 1390年 \| 1391年 \| 1392年 \| 1393年 \| 1394年 \| 1395年 \| 1396年 \| 1397年 \| 1398年 \| 1399年 \| 1400年 |
| 纪年： | 乙亥年（猪年）；明洪武二十八年；越南光泰八年；日本應永二年                                                 |

## 大事记
- 5月1日——祖安·加里西奧·維斯孔蒂勳爵從神聖羅馬帝國皇帝溫塞斯拉斯四世手中買下公爵頭銜，建立米蘭公國。
- 5月17日——匈牙利女王瑪麗亞一世無嗣而崩，匈牙利王國安茹-西西里王朝斷絕，王位落入丈夫神聖羅馬皇帝西吉斯蒙德手中。
- 8月29日——阿爾布雷希特四世接替他的父親阿爾布雷希特三世成為奧地利公爵。
- 明太祖御奉天殿，敕諭文武群臣以後嗣君並不許立丞相，臣下敢有奏請設立者，文武群臣即時劾奏，處以重刑。
- 明太祖命给事中傅安、郭骥等领兵1500人讨伐哈烈（今阿富汗西部之赫拉特，即帖木儿帝国）。
- 金帳汗國可汗脫脫迷失被帖木兒擊敗，前往立陶宛大公國的基輔，受立陶宛大公维陶塔斯保護。

## 逝世
- 4月9日——秦愍王朱樉（1356年出生）
- 5月17日——匈牙利女王瑪麗亞一世，匈牙利國王拉約什一世之女。（1371年出生）